# آیرونکلاد کلاس ترافالگار
آیرونکلاد کلاس ترافالگار (به انگلیسی: Trafalgar-class battleship) یک کلاس آیرونکلاد نظامی به‌طول ۳۴۵ فوت (۱۰۵ متر) است.